# 난카이 전기 철도 12000계 전동차
난카이 전기 철도 12000계 전동차(일본어: 南海12000系電車) 또는 센보쿠 고속철도 12000계 전동차(일본어: 泉北高速鉄道12000系電車)는 2011년 9월부터 운행하고 있는 난카이 전기 철도 사잔의 전동차이다.
기존에 운행하고 있던 난카이 전기 철도 10000계 전동차를 대체하기 위해 제작되었다. 2017년부터 센보쿠 고속철도선에 도입되면서 센보쿠 라이너를 운용하고 있다. 전 편성이 도큐차량제조, 종합차량제작소에서 제조되었다.